# (16407) Oiunskij
(16407) Oiunskij (1985 SV2) – planetoida z pasa głównego asteroid okrążająca Słońce w ciągu 3,71 lat w średniej odległości 2,4 j.a. Odkryta 19 września 1985 roku.